# Nola (Italie)
Pour les articles homonymes, voir Nola.
Nola, ou Nole en français, est une ville de la ville métropolitaine de Naples, en Campanie (Italie), dont le centre est située à 23 km à l'est du centre de Naples et à 20 km au nord de Pompei.

## Toponymie
Le nom francisé est Nole.

## Géographie
Nola est le « chef-lieu » de l'Agro nolain, un territoire historique partagé entre les actuelles ville métropolitaine de Naples et province d'Avellino.
La ville est située au centre d'un pentagone formé par les cinq chefs-lieux de province de Campanie (Naples, Caserte, Bénévent, Avellino et Salerne), ce qui en fait un carrefour routier assez important (A16 Naples-Cerignola puis direction Foggia - Bari ou A30 Caserte-Salerne puis direction A1 vers Rome ou A2 vers la Calabre et la Sicile).

## Histoire
Vers 1700 av. J.-C., durant l'âge du bronze, se trouvait à Nola un hameau (La Croce del Papa) qui fut entièrement recouvert de cendres lors d'une éruption du Vésuve, préservant  remarquablement bien le site archéologique, permettant une meilleure connaissance du quotidien à cette époque dans la région. 
Appelée Nuvlana sur les monnaies les plus anciennes, ce fut l'une des premières villes de Campanie, et les Anciens attribuaient sa fondation au peuple indigène des Ausones. Il est en tout cas certain que ce peuple tenait la ville de Nole vers 560 av. J.-C.
Elle est ensuite occupée par les Étrusques (Étrurie de Campanie, capitale : Vulturnum). Elle atteint alors un niveau élevé de richesse et de luxe, ce qui en fit une cible pour les peuples  voisins, qui s'en emparèrent.
En 328 av. J.-C., les Osques de Nole se liguèrent aux Samnites de Naples pour faire face à l’invasion romaine, mais Nole fut prise par le consul Petilius lors des guerres samnites en 314 av. J.-C..
Assiégée par Hannibal dans la deuxième guerre punique, elle fut vaillamment défendue par le consul Marcellus, qui battit par trois fois le général carthaginois sous ses murs, en 216, 215 et 214 av. J.-C..  
Lors de la guerre sociale, elle fut livrée par un traître aux Samnites, qui parvinrent à la défendre jusqu'à la soumission de la ville par Sylla en 80 av. J.-C.
Sept ans plus tard, Spartacus et son armée de révoltés dévastèrent de nouveau le pays, ce qui détermina plus tard les empereurs Auguste et Vespasien à y fonder des colonies romaines.
Nole n'en garda pas moins le statut de municipe, ainsi que ses institutions locales et l’usage de la langue osque. 
L'empereur Auguste, qui en avait fait une colonie romaine, y mourut en l’an 14 de notre ère. 
Pline l'Ancien dit que la région de Campanie est réputée pour la qualité de l'airain de ses cloches. Plus tard, le mot latin campana désignera la cloche, et donnera "campanile" ou "campanule" (originellement, il désignait une balance romaine, les cloches étant appelées « tintinnabulæ ». La région Campanie, ou peut-être un fondeur habile du nom de Campus, ont pu en faire glisser le sens).
Nole était desservie par la Via Popilia reliant Capoue à la province de Nocera Inferiore et au sud de la péninsule, et un embranchement la reliait à Abella et Avellino. Theodor Mommsen  affirme d'ailleurs que d'autres routes devaient la relier à Néapolis et Pompéi, mais la carte de Kiepert annexée à l'ouvrage n'en fait pas mention.
Au IVe siècle, un Bordelais, sénateur chrétien, Paulin de Nole, en devint l'évêque : il y développa un culte et un pèlerinage en mémoire de son prédécesseur, le saint évêque martyr Félix de Nole, dont il rédigea la Vie et Passion, et bâtit un complexe religieux sur sa tombe. 
La légende populaire affublera saint Paulin d'une cloche dans ses représentations, et en fera le fondateur des cloches d'église occidentales modernes.

## Personnalités

### Personnalités natives de Nola
- Pomponio de Algerio, (1531-1556), étudiant en droit à l'Université de Padoue, élève du professeur de droit Matteo Gribaldi, juriste proche des idées luthériennes. Condamné à mort pour hérésie
- Giordano Bruno, dit « Nolanus » (1548-1600), philosophe, astronome et théologien
- Félix de Nole (50-95), premier évêque de Nole

### Autres
- Paulin de Nole (353-431), mort à Nola, évêque de Nole à partir de 409 et poète latin
- Auguste (63 av. J.-C.- 14 après J.-C.) mort à Nola, est le premier empereur romain et le fils adoptif de Jules César.

## Administration
| Période                                  | Période        | Identité           | Étiquette             | Qualité |
| ---------------------------------------- | -------------- | ------------------ | --------------------- | ------- |
| 19 novembre 1995                         | 16 avril 2000  | Francesco Ambrosio | AN                    |         |
| 16 avril 2000                            | 12 giugno 2004 | Giuseppe Serpico   | RI puis DL            |         |
| 12 juin 2004                             | 7 juin 2009    | Felice Napolitano  | Forza Italia          |         |
| 7 juin 2009                              | 8 mai 2018     | Geremia Biancardi  | PdL puis Forza Italia |         |
| Les données manquantes sont à compléter. |                |                    |                       |         |

### Hameaux
Piazzolla, Polvica

### Communes limitrophes
Acerra, Camposano, Casamarciano, Cicciano, Cimitile, Liveri, Marigliano, Ottaviano, Palma Campania, Roccarainola, San Felice a Cancello, San Gennaro Vesuviano, San Paolo Bel Sito, San Vitaliano, Saviano, Scisciano, Somma Vesuviana, Visciano

### Évolution démographique
Habitants recensés